# 帕维尔·申克
帕维尔·申克（捷克語：Pavel Schenk，1941年6月27日—），捷克男子排球运动员。他曾代表捷克斯洛伐克国家队参加1964年、1968年和1972年夏季奥林匹克运动会排球比赛，获得一枚银牌和一枚铜牌。